# Fleroperationsmaskin
Fleroperationsmaskin, ("Flerop" i dagligt tal) är en avancerad verktygsmaskin med automatisk verktygsväxling som utför fräsnings-, borrnings- och gängningsoperationer. En fleroperationsmaskin styrs av ett CNC-system.